# Sportpaleis (Antwerpen)
Der Sportpaleis (auch Sportpaleis Antwerpen oder Antwerpens Sportpalast) ist eine Multifunktionshalle im Stadtteil Merksem der belgischen Stadt Antwerpen, Region Flandern. Direkt neben dem Sportpaleis liegt die Lotto Arena, eine Mehrzweckhalle mit 5218 Plätzen beim Sport und maximal 8050 Plätzen bei Konzerten. 

## Geschichte
In der 1933 eröffneten Arena finden hauptsächlich Konzerte, Sport- und Festivalveranstaltungen statt. Unter anderem traten dort Künstler wie Beyoncé, Britney Spears, Cher, Dimitri Vegas & Like Mike, Janet Jackson, Muse, Prince, Rihanna und Sting auf.
Den Zuschauerrekord hat Metallica 2017 gleich zweimal gebrochen: Am 1. November 2017 waren 22.616 Zuschauer auf dem Konzert anwesend, auf dem nachfolgenden am 3. November 2017 dann 22.626.
Im Herbst 2024 wurde bekannt, dass der Hallenbetreiber be•at einen Sponsoringvertrag über zunächst zehn Jahre mit dem niederländischen Softwareunternehmen AFAS abgeschlossen hat. Mit den finanziellen Mitteln soll ein Renovierungsprojekt vor seinem 100-jährigen Jubiläum unterstützt werden. Ein Wettbewerb über den Namen wurde gestartet. Im April 2025 wurde der Name AFAS Dome veröffentlicht. Ab dem 1. September des Jahres wir die Veranstaltungshalle den Namen tragen.

## Auszeichnungen
Das Billboard Magazin teilte mit, dass der Sportpaleis mit über 1,3 Millionen Zuschauern die am zweitmeisten besuchte Arena der Welt ist (im Zeitraum von November 2007 bis November 2008). Platz eins belegte der Madison Square Garden in New York City.